# Circonscription de l'Eurytanie
La circonscription de l'Eurytanie (en grec Εκλογική περιφέρεια Ευρυτανίας) est une circonscription législative de la Grèce. Elle correspond au territoire du nome d'Eurytanie. Elle compte 32 647 électeurs inscrits en janvier 2015.

Situation de la circonscription de l'Eurytanie

## Élections législatives de mai 2012

### Résultats
La circonscription de l'Eurytanie élit un seul député en mai 2012. Les élections ont lieu au scrutin proportionnel plurinominal avec prime majoritaire et un seuil de représentation de 3 % des suffrages exprimés au niveau national.
16 632 électeurs se sont exprimés sur 33 729 inscrits, soit un taux de participation de 49,31 %. Vingt-trois listes étaient candidates dans la circonscription.
| Rang | Liste                              | Nombre de voix | Pourcentage des voix | Nombre de sièges |
| ---- | ---------------------------------- | -------------- | -------------------- | ---------------- |
| 1    | Nouvelle Démocratie                | +3 407,        | 20,96 %              | 1                |
| 2    | Mouvement socialiste panhellénique | +3 087,        | 18,99 %              | 0                |
| 3    | Alliance démocrate                 | +2 972,        | 18,28 %              | 0                |
| 4    | SYRIZA                             | +1 986,        | 12,22 %              | 0                |
| 5    | Grecs indépendants                 | +1 013,        | 6,23 %               | 0                |
| 6    | Gauche démocrate                   | +0863,         | 5,31 %               | 0                |
| 7    | Parti communiste de Grèce          | +0681,         | 4,19 %               | 0                |
| 8    | Aube dorée                         | +0673,         | 4,14 %               | 0                |

### Députés

#### Nouvelle Démocratie
La liste de la Nouvelle Démocratie est en tête et remporte l'unique siège de la circonscription.
| Rang | Nom                       | Nombre de voix |
| ---- | ------------------------- | -------------- |
| 1    | Konstantinos Kondogeorgos | +2 640,        |

## Élections législatives de juin 2012

### Résultats
La circonscription de l'Eurytanie élit un seul député en juin 2012. Les élections ont lieu au scrutin proportionnel plurinominal avec prime majoritaire et un seuil de représentation de 3 % des suffrages exprimés au niveau national.
15 606 électeurs se sont exprimés sur 33 627 inscrits, soit un taux de participation de 46,41 %. Quinze listes étaient candidates dans la circonscription.
| Rang | Liste                              | Nombre de voix | Pourcentage des voix | Nombre de sièges |
| ---- | ---------------------------------- | -------------- | -------------------- | ---------------- |
| 1    | Nouvelle Démocratie                | +5 975,        | 38,82 %              | 1                |
| 2    | SYRIZA                             | +3 185,        | 20,70 %              | 0                |
| 3    | Mouvement socialiste panhellénique | +2 765,        | 17,97 %              | 0                |
| 4    | Gauche démocrate                   | +0863,         | 5,61 %               | 0                |
| 5    | Aube dorée                         | +0819,         | 5,32 %               | 0                |
| 6    | Grecs indépendants                 | +0797,         | 5,18 %               | 0                |
| 7    | Parti communiste de Grèce          | +0344,         | 2,24 %               | 0                |

### Députés

#### Nouvelle Démocratie
La liste de la Nouvelle Démocratie est en tête et remporte l'unique siège de la circonscription.
| Rang | Nom                       |
| ---- | ------------------------- |
| 1    | Konstantinos Kondogeorgos |

## Élections législatives de janvier 2015

### Résultats
La circonscription de l'Eurytanie élit un seul député en janvier 2015. Les élections ont lieu au scrutin proportionnel plurinominal avec prime majoritaire et un seuil de représentation de 3 % des suffrages exprimés au niveau national.
14 260 électeurs se sont exprimés sur 32 647 inscrits, soit un taux de participation de 43,68 %. Quinze listes étaient candidates dans la circonscription.
| Rang | Liste                                | Nombre de voix | Pourcentage des voix | Nombre de sièges |
| ---- | ------------------------------------ | -------------- | -------------------- | ---------------- |
| 1    | SYRIZA                               | +5 172,        | 37,13 %              | 1                |
| 2    | Nouvelle Démocratie                  | +4 554,        | 32,70 %              | 0                |
| 3    | La Rivière                           | +0974,         | 6,99 %               | 0                |
| 4    | Aube dorée                           | +0610,         | 4,38 %               | 0                |
| 5    | Mouvement socialiste panhellénique   | +0601,         | 4,32 %               | 0                |
| 6    | Mouvement des socialistes démocrates | +0552,         | 3,96 %               | 0                |
| 7    | Grecs indépendants                   | +0449,         | 3,22 %               | 0                |
| 8    | Parti communiste de Grèce            | +0404,         | 2,90 %               | 0                |

### Députés
La répartition des sièges au sein de chaque liste élue dépend du nombre de voix obtenues individuellement par chaque candidat, suivant le système du vote préférentiel. Dans la circonscription de l'Eurytanie, les listes peuvent comporter jusqu'à trois candidats. Les électeurs peuvent exprimer un vote préférentiel pour l'un des candidats sur la liste pour laquelle ils votent.

#### SYRIZA
La liste de la SYRIZA est en tête et remporte l'unique siège de la circonscription.
| Rang | Nom            | Nombre de voix |
| ---- | -------------- | -------------- |
| 1    | Thomas Kotsias | +2 110,        |